# Intensitet (fysik)
 For alternative betydninger, se Intensitet. (Se også artikler, som begynder med Intensitet)
Indenfor fysik betegner intensitet energi per tid per areal: {\displaystyle I={\frac {E/t}{A}}} i SI-enheden {\displaystyle {\frac {\text{W}}{{\text{m}}^{2}}}}. Heraf følger at man kan beregne den energi som rammer en imaginær eller reel flade vha. formlen {\displaystyle E=IAt}. Eksempelvis er intensiteten af sollys som falder vinkelret ind på en plan ved Jordens overflade af størrelsesorden 900 joule per sekund per kvadratmeter. En langt større intensitet findes f.eks. i lyset fra visse lasere. Laserlys kan være så intenst at man kan skære med det.
Intensiteten af stråling svækkes ved passage af stof. F.eks. aftager intensiteten af sollys hastigt med vanddybden i have eller søer. I visse situationer er der en simpel sammenhæng mellem intensitet og tilbagelagt strækning i et givet medium. For absorption af gammastråling i bly gælder eksempelvis med god tilnærmelse at {\displaystyle I(x)=I_{0}e^{-\mu x}}, hvor x er den tilbagelagte strækning, I0 er intensiteten før passage af mediet, og {\displaystyle \mu } er den lineære absorptionskoefficient. Udtrykt ved halveringstykkelsen {\displaystyle X_{1/2}} – den strækning som halverer intensiteten – er {\displaystyle I(x)=I_{0}\cdot \left({\frac {1}{2}}\right)^{x/X_{1/2}}}. Sammenhængen mellem halveringstykkelse og absorptionskoefficient er givet ved {\displaystyle X_{1/2}={\frac {\ln(2)}{\mu }}}.